# تقدم (السودان)
تنسيقية القوى الديمقراطية المدنية، وتعرف اختصاراً باسم تقدم، هي تحالف سياسي مدني سوداني يضم ممثلين عن قوى وأحزاب سياسية ومدنية ونقابات وهيئات مهنية ولجان مقاومة شعبية، يترأسه رئيس وزراء السودان السابق عبد الله حمدوك.

## التأسيس
تأسست التنسيقية خلال اجتماع للقوى والأحزاب المدنية السودانية في أديس أبابا في 26 أكتوبر 2023، تم فيه تسمية عبد الله حمدوك رئيساً لها. ويتكون الهيكل القيادي للتنسيقية من 60 عضواً، حصلت فيه القوى المدنية المستقلة على 70% من المقاعد، فيما حصلت الأحزاب السياسية بما فيها قوى إعلان الحرية والتغيير على المقاعد المتبقية.

## الأهداف والأنشطة
تهدف التنسيقية إلى توجيه البلاد نحو المسار المدني وتحقيق الانتقال المدني الديمقراطي للسلطة، كما تهدف إلى إنهاء الحرب الأهلية السودانية، وإجراء إصلاحات في الجهاز الأمني والعسكري، وتوفير طرق جديدة لإيصال المساعدات الإنسانية، وتدعو إلى فتح ممرات آمنة للإغاثة الإنسانية.
تدعم التنسيقية جهودها من خلال إشراك المجتمع الدولي وطلب الدعم المالي والفني وبناء شراكات استراتيجية مع المنظمات الإقلمية والدولية لتعزيز السلام والاستقرار في السودان.

### الدور فينزاع السودان 2023
تلعب التنسيقية دوراً محايداً في نزاع السودان 2023، حيث تقوم بدور الوسيط في المحادثات بين الأطراف المتنازعة لإنهاء الحرب وتحقيق السلام.
في 9 ديسمبر 2023، أرسلت التنسيقية خطابات لرؤساء دول الإيقاد، قبل انعقاد قمتها بجيبوتي في اليوم ذاته، وتركزت الخطابات حول ضرورة أن تعمل القمة على اتخاذ خطوات عملية تحث أطراف القتال على توقيع اتفاق لوقف العدائيات وفتح المسارات الإنسانية، كما تضمنت كيفية تصميم عملية سياسية لا تستثني سوى حزب المؤتمر الوطني تنهي الحرب وتحقق السلام العادل وتؤسس لمسار تحول مدني ديمقراطي مستدام.
في مطلع يناير 2024، التقى رئيس التنسيقية عبد الله حمدوك بقائد قوات الدعم السريع محمد حمدان دقلو في أديس أبابا، وبحثا وقف الحرب وإيصال المساعدات الإنسانية. وتم توقيع إعلان بين الطرفين للعمل على وقف الحرب في البلاد، وأعلن فيه الدعم السريع استعداده التام لوقف غير مشروط للعدائيات وفق تفاوض مباشر مع القوات المسلحة السودانية. إلا أنها في 30 مارس أدانت الانتهاكات التي ارتكبتها قوات الدعم السريع في ولاية الجزيرة، واعتبرتها خرقاً للإعلان المشترك في يناير.
بعد صدور قرار مجلس الأمن التابع للأمم المتحدة رقم 2736، الذي جاء فيه مطالبة قوات الدعم السريع بإنهاء حصار الفاشر ووقف القتال فيها وانسحاب المقاتلين منها وفتح ممرات آمنة للمساعدات الإنسانية، أصدرت التنسيقية بياناً ترحب فيه بالقرار، وأشادت بالانتباهة الدولية لخطورة الأوضاع في السودان.

## المعارضة والانتقادات
تعرضت التنسيقية لانتقادات بسبب عدم رفضها الصريح للانتهاكات التي يتعرض لها المدنيون من قوات الدعم السريع واكتفائها بالإشارة لانتهاكات طرفي الحرب.
عند توقيع اتفاق أديس أبابا بين التنسيقية وقوات الدعم السريع، اعتبر مالك عقار هذا التوقيع أنه "اتفاق بين شركاء"، وأن الجهتين "جسم واحد في جسمين". في 3 أبريل 2024، أعلنت النيابة العامة السودانية عن دعاوى جنائية ضد عبد الله حمدوك وقادة الحركة، متهمة إياهم بتقويض النظام الدستوري وارتكاب جرائم ضد الإنسانية، في تهم قد تصل عقوبتها إلى الإعدام وفق القانون الجنائي السوداني.